# Saint-André-d'Ornay
Saint-André-d'Ornay est une ancienne commune de Vendée qui fusionna, en 1964, avec la ville voisine, La Roche-sur-Yon. Ceci permit à la ville et préfecture précédemment citée, qui subissait alors une explosion démographique, de s'agrandir davantage. Aujourd'hui, Saint-André est l'un des plus importants quartiers de La Roche-sur-Yon.
Durant la Révolution, la commune porte le nom de Les Minéraux.
Au recensement de 1962, deux ans avant la fusion, la commune était peuplée de 1 746 habitants.

## Histoire
Au Moyen Âge et jusqu'au XVIIIe siècle, Saint-André-d'Ornay fait partie de la seigneurie, puis principauté de La Roche-sur-Yon. Son territoire inclut une portion de la vaste forêt de la Roche dont le bois des Fontenelles et celui des Granges sont des vestiges. L'église apparaît dans les textes au XIe siècle ; elle est alors desservie par l'abbaye de Marmoutier. Le bourg et son église étaient situés dans la partie basse de l'actuelle rue du Calvaire. Mais le lieu de culte le plus remarquable de Saint-André-d'Ornay était l'abbaye des Fontenelles, fondée par les seigneurs de La Roche-sur-Yon en 1210. Le défrichement de la forêt s'est poursuivi jusqu'à l'époque moderne, laissant la place à des villages ou des métairies isolées.
Pendant la guerre de Vendée, à l'instigation de Bulkeley, de la Brossardière, et de Birotheau-Laymonnière, du Bois-Massuyau, les habitants de Saint-André se soulèvent, participant au siège des Sables et à la prise de La Roche-sur-Yon. Mais en 1794, le bourg est incendié par les troupes républicaines.
La paroisse, supprimée à la suite des événements révolutionnaires, est recréée au milieu du XIXe siècle. Une nouvelle église est construite sur la route des Sables : une première phase dans les années 1850 (nef et tour-porche dans un style néo-roman) et une seconde en 1894-95 (transept et chœur dans un style proche du néo-gothique).
A la fois commune rurale et faubourg du chef-lieu sur la route des Sables-d'Olonne, Saint-André-d'Ornay fusionne avec La Roche-sur-Yon en 1964.

## Politique et administration

### Liste des maires
| Période                                  | Période | Identité                | Étiquette | Qualité |
| ---------------------------------------- | ------- | ----------------------- | --------- | ------- |
| 1888                                     | 1921    | Napoléon-Gabriel Bugnot |           |         |
| 1922                                     | 1940    | Léandre Merlet          |           |         |
| 1940                                     | 1941    | Pierre Bonnin           |           |         |
| 1941                                     | 1942    | Jacques Aubin           |           |         |
| 1942                                     | 1944    | Pierre Bonnin           |           |         |
| 1944                                     | 1945    | Georges Aubin           |           |         |
| 1945                                     | 1958    | Henri Rabiller          |           |         |
| 1958                                     | 1959    | Henri Lambert           |           |         |
| 1959                                     | 1964    | Pierre Bonnin           |           |         |
| Les données manquantes sont à compléter. |         |                         |           |         |

## Lieux et monuments
- Abbaye Notre-Dame des Fontenelles